# エレクトロトレン
エレクトロトレン (Electrotren, Electrotren S.A) は、スペインの鉄道模型メーカー。イギリスのホーンビィ傘下。

## 歴史
1951年、マドリッド郊外のアルカラ・デ・エナーレスにて、ゴンサーレス家の家族経営による鉄道模型店として出発した。1951年から1954年まではOスケール製品を生産した。1954年以降はHOスケール製品を主に生産する。
2001年6月、ホーンビィのスロットカー製品「スケーレックストリック」をスペイン国内で販売する契約を交わした。スペイン国内では、スケーレックストリックブランドのスロットカーはEXIN社から発売されており、ホーンビィでは「スーパースロット」ブランドを使用していた。エレクトロトレンによる発売以降「スーパースロット」はそれまでの3倍を売り上げた 。
2003年のエレクトロトレンの売り上げは300万ユーロで、純利益は80万ユーロ、同年12月31日時点での総資産は190万ユーロであった。
2004年4月、ホーンビィにより750万ユーロにて買収され、Hornby España, S.A.が設立された。創業者の子供のパブロ・ゴンサーレス（Pablo Gonzalez）とアルムデナ・ゴンサーレス（Almudena Gonzalez）は、そのまま会社に残り日々の業務に当たることになった。

## 製品
スペイン国鉄の車両を主に生産する。スペイン国鉄の軌間は1668mmの広軌であるが、同社製品は1435mmの標準軌仕様となっている。スペイン国鉄以外に、フランス国鉄やヨーロッパ各国の車両も生産する。ホーンビィによる買収後は、かつて他社で生産されていたスペイン国鉄車両を、エレクトロトレンブランドにて発売する。
かつてはドイツのメルクリンの線路に対応する製品を生産していたため、古い製品ではメルクリンシステムと互換性がある。架空電車線方式の車両は架線集電が可能である。